# Stendardo del corvo

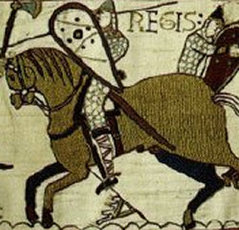
Rappresentazione dello stendardo del corvo sull'Arazzo di Bayeux.

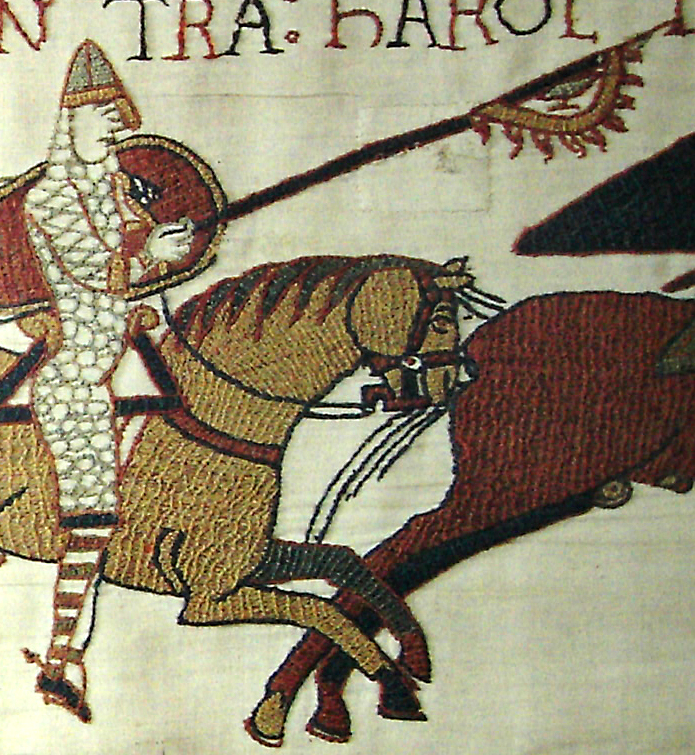
Rappresentazione dello stendardo del corvo sull'Arazzo di Bayeux.

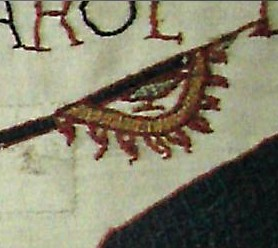
Rappresentazione dello stendardo del corvo sull'Arazzo di Bayeux.

Rappresentazione moderna dello stendardo del corvo sull'Arazzo di Bayeux.

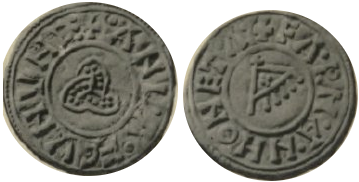
Rappresentazione dello stendardo del corvo sulla moneta detta "Banner Penny", coniata a York da Óláfr kváran Sigtryggsson poco dopo il 940.

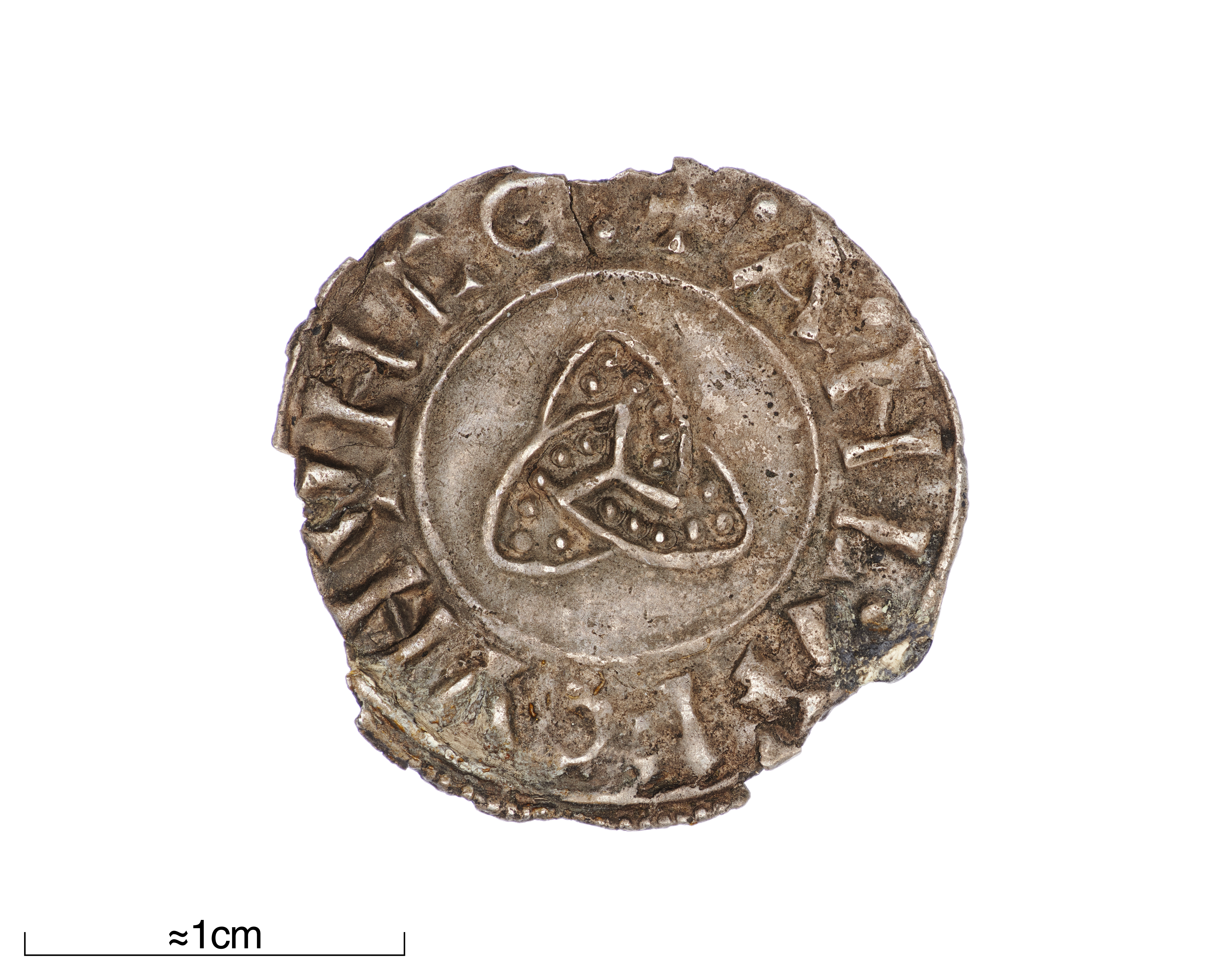
Rappresentazione dello stendardo del corvo sulla moneta detta "Banner Penny", coniata a York da Óláfr kváran Sigtryggsson poco dopo il 940.

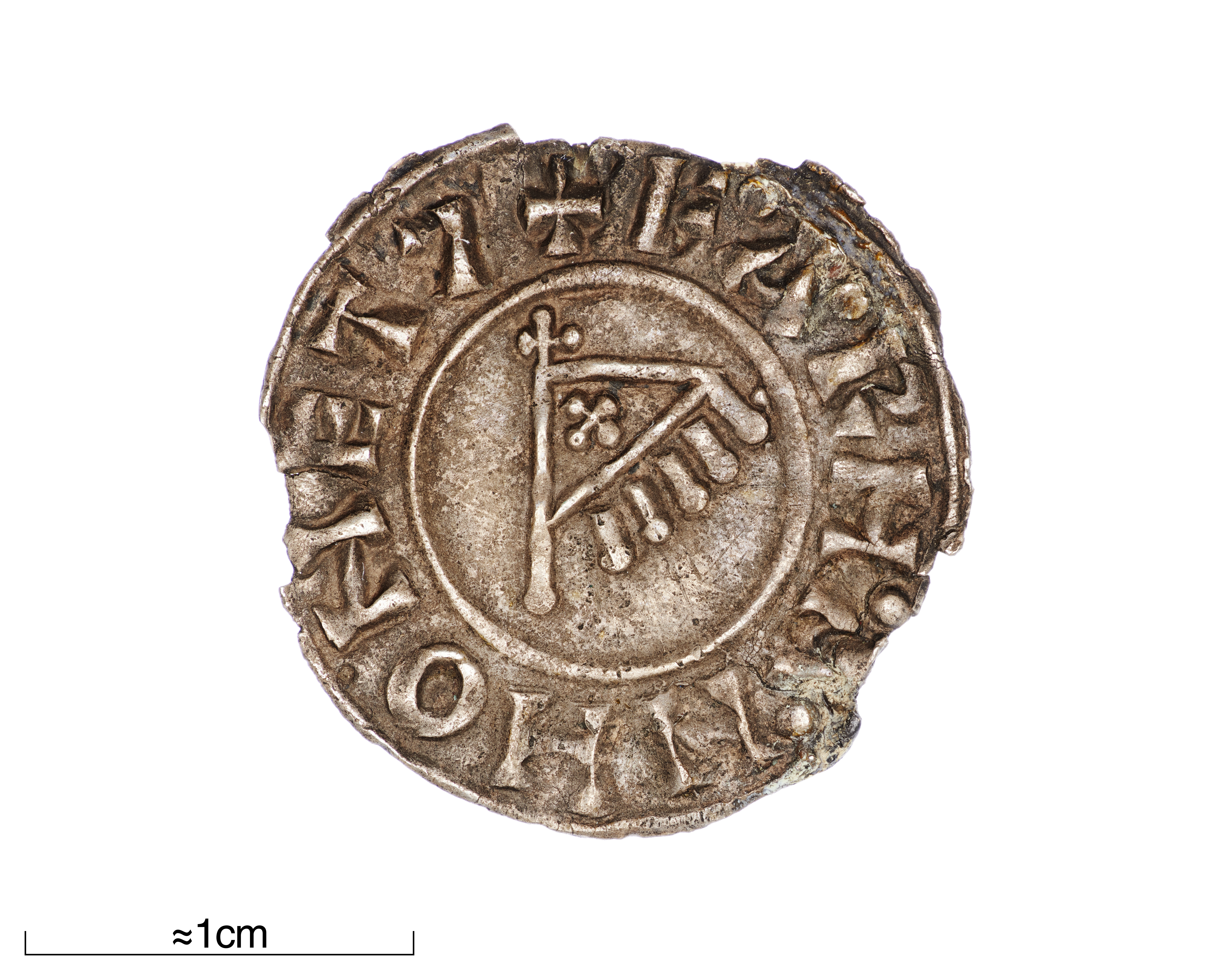
Rappresentazione dello stendardo del corvo sulla moneta detta "Banner Penny", coniata a York da Óláfr kváran Sigtryggsson poco dopo il 940.

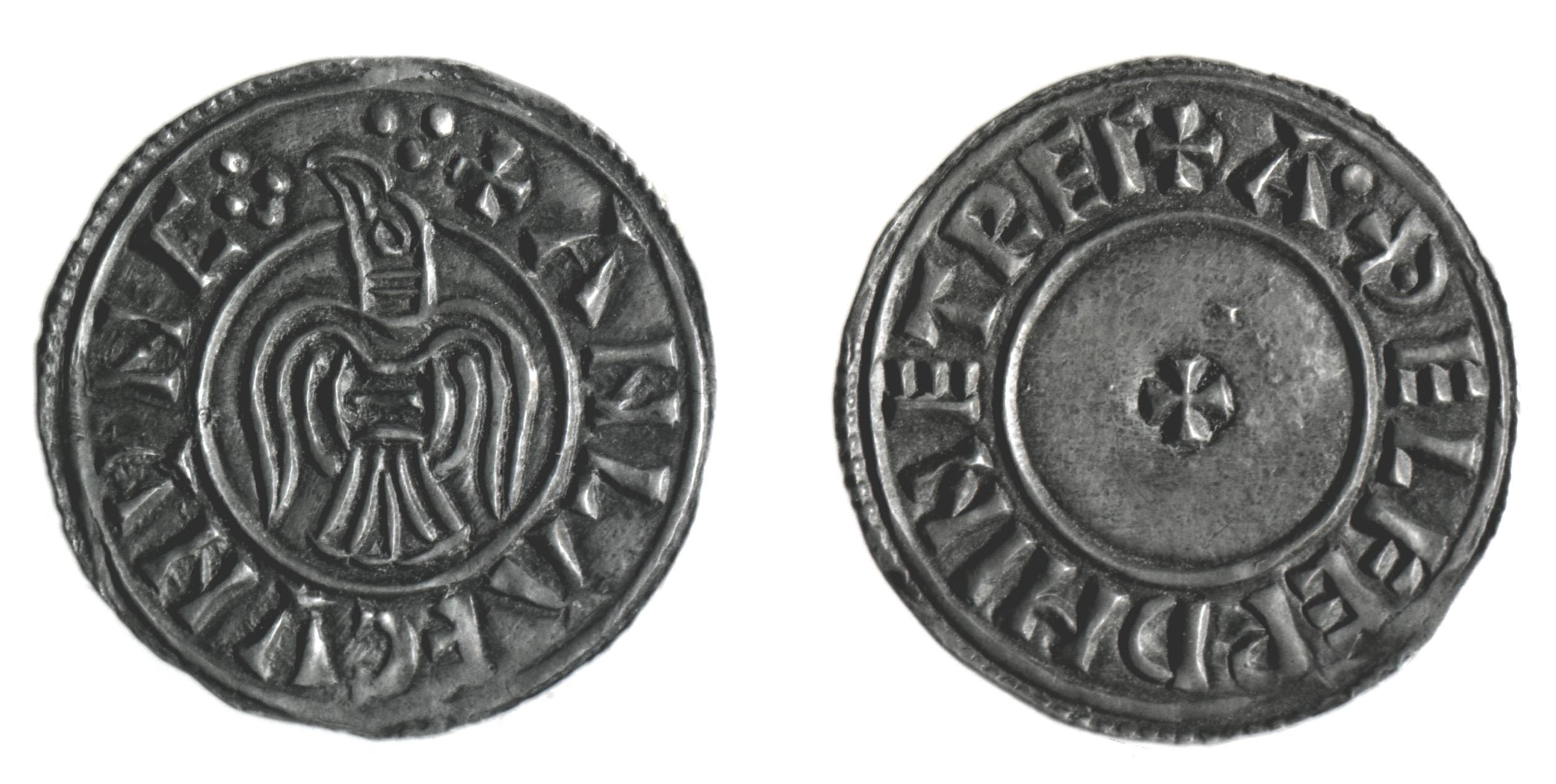
Rappresentazione del corvo sulla moneta detta "Raven Penny", coniata a York da Óláfr kváran Sigtryggsson nel 941/944.

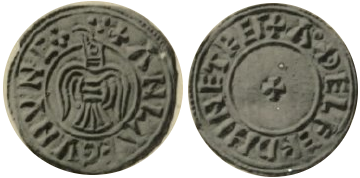
Rappresentazione del corvo sulla moneta detta "Raven Penny", coniata a York da Óláfr kváran Sigtryggsson nel 941/944.

Lo stendardo del corvo (Hrafnsmerki in lingua norrena; Hravenlandeye in antico inglese) fu un vessillo utilizzato da diversi capitani vichinghi tra il IX, X e XI secolo.
Lo stendardo, disegnato in arte vichinga, era triangolare, con una serie di ciglia, con all'interno un corvo.
Gli studiosi ritengono che il corvo rappresenti Odino, spesso rappresentato accompagnato da due corvi chiamati Huginn e Muninn.
L'intento era di spaventare i nemici invocando il potere di Odino.

## L'uso da parte dei figli di Ragnarr Loðbrók
Lo stendardo del corvo fu usato da alcuni capi vichinghi, ricordati dalle saghe norrene, come i figli di Ragnarr Loðbrók.
La prima menzione di una forza vichinga che portava questo simbolo è nella Cronaca anglosassone ("Chronicum saxonicum", 878):
("Chronicum saxonicum", Versione B: Cronaca di Abingdon I, 879, (British Museum, Cotton MS. Tiberius A vi))
Nella Vita di Alfredo re Anglo-Sassone ("Vita Ælfredi regis Angul Saxonum", 893, del monaco Johannes Asser della Cattedrale di St David's) si conferma la presenza dello stendardo del corvo nella Grande armata danese e ne aggiunge il suo valore magico (seiðr), di natura totemica ed oracolare:
(Grimm ch. 35)
Nell'Encomio della Regina Emma ("Encomium Emmae Reginae", del Monaco dell'Abbazia di San Bertino, 1041/1042), si menziona il vexillum del corvus e che era bianco di seta:
("Encomium Emmae Reginae", Liber Secundus, Paragrafo 9, 1041/1042 (Georg Heinrich Pertz, "Cnutonis regis Gesta sive Encomium Emmae reginae auctore monacho S. Bertini", Impensis Bibliopolii Hahniani, Hannover, 1865, Pagg. 17-19))
Questo racconto è ripetuto anche negli Annali di San Neot ("Annales Sancti Neoti", 1120/1140):
("Annales Sancti Neoti", 1120/1140, R.7.28 (Trinity College, Cambridge))
Nella Storia degli Inglesi ("Estoire des Engleis", 1140, di Geffrei Gaimar), si menziona il gumfanum Raven portato dall'armata di Ubbe nella Battaglia di Cynuit (878):
un frere Iwarë e Haldene

en fu oscis el bois de Pene;

Ubbe out à nun, un mal fesant;

sur li firent hoge mult grant

li Daneis, quant l'ourent trové:

Ubbelawe l'unt apelé.

La hoge est en Devenschire.

De gent i out bien grant martyre,

huit cenz quarente en i morurent,

quinchald, feluns, perjures furent;

conquis i fu le gumfanum

un fratello di Iwarë e di Haldene

fu ucciso nel bosco di Pene;

Ubbe era il nome, un malfattore;

su lui fecero un tumulo molto grande

i Danesi, quando l'ebbero trovato:

Ubbelawe l'hanno appellato.

Il tumulo è nel Devenschire.

Di gente lì ci fu un ben grande martirio

ottocentoquaranta lì morirono,

cosa importa, felloni, spergiuri erano;

conquistato lì fu il pennone da guerra

di Ubbe, che Corvo era nominato.»
(Geffrei Gaimar, "Estoire des Engleis", vv. 3144-3156, 1140, (Geffrei Gaimar, "Estoire des Engleis – History of the English", traduzione di Ian Short, Oxford University Press, Oxford, 2009, Pag. 172, ISBN 978-0-19-956942-7))